# The Galleria (Houston)
The Galleria (Houston) es el centro comercial más grande del estado de Texas y el séptimo más grande de Estados Unidos. El centro comercial se construyó en 1970, y desde entonces se han efectuado tres reformas. 

## Tiendas

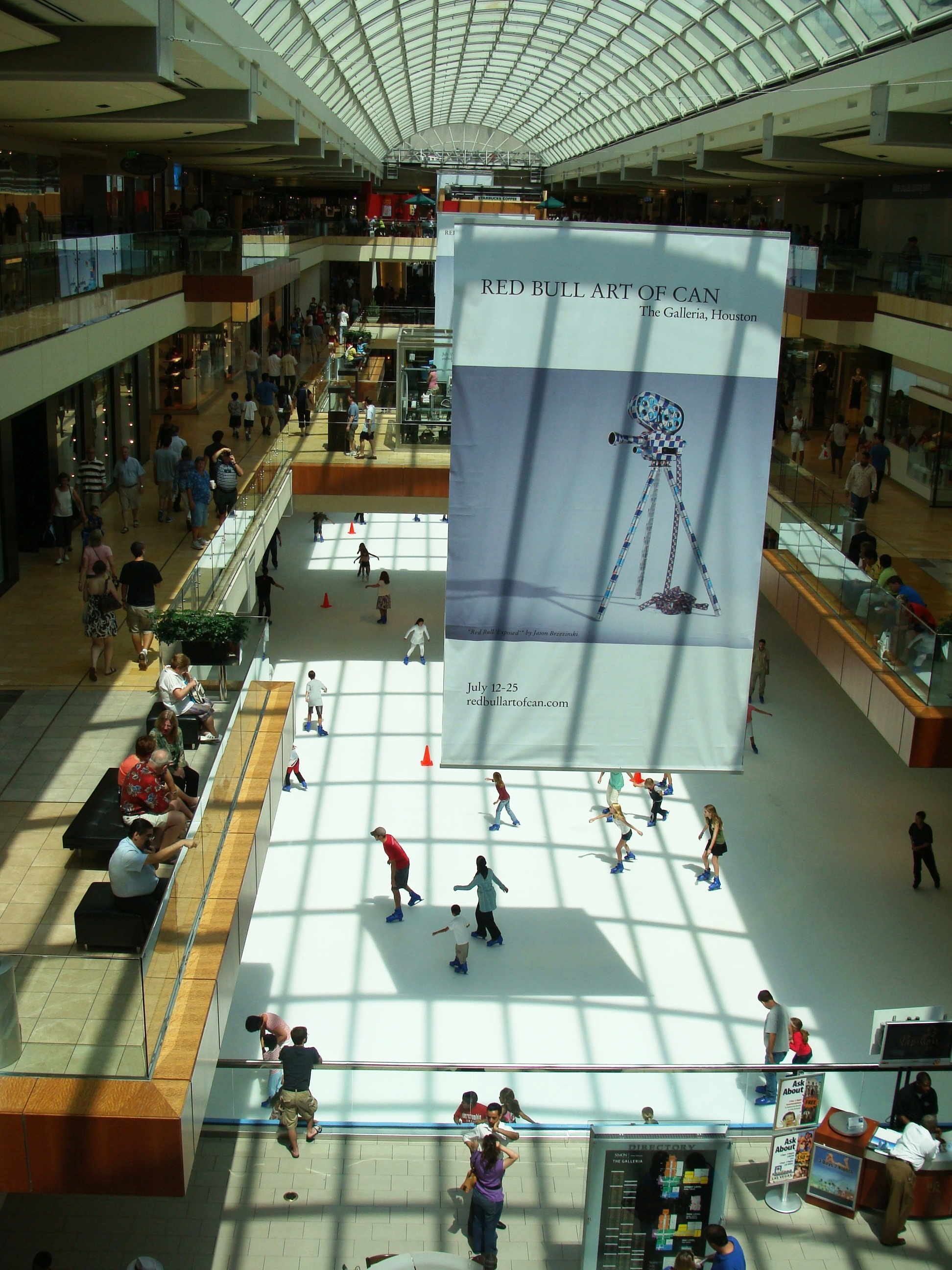

Hay 375 tiendas en la galería, incluyendo algunos de los diseñadores más conocidos del mundo. 

### Grandes almacenes
- Macy's (dos locales en Galleria IV y Galleria III)

- Neiman Marcus
- Nordstrom
- Saks Fifth Avenue

### Lista de tiendas
- 51fifteen (Saks Fifth Avenue)
- 7 for All Mankind
- A Pea In The Pod
- A|X Armani Exchange
- abercrombie
- Abercrombie & Fitch
- adidas Sport Performance
- Aeropostale
- Aldo Accessories
- Aldo Shoes
- American Eagle Outfitters
- Ann Taylor
- Ann Taylor LOFT
- Anne Fontaine
- Apple
- Arden B
- Auntie Anne's Pretzels
- Aveda
- BabyGap
- Baccarat
- Bakers
- Bally of Switzerland
- Banana Republic
- Banana Republic Petites
- Bare Escentuals
- Bath & Body Works
- BCBGMAXAZRIA
- bebe
- Ben Bridge Jewelers
- Betsey Johnson
- Bistro|N (Nordstrom)
- Bottega Veneta
- Brooks Brothers
- Brooks Brothers Woman
- Brookstone
- Buckle
- Build-A-Bear Workshop
- Burberry
- Bvlgari
- Caché
- Cartier
- CH Carolina Herrera
- Chanel
- Charlotte Russe
- Charming Charlie
- Chick-fil-A
- Chico's
- Chili's
- Christian Dior
- Christofle
- Claire's
- Clarks
- Club Monaco
- Coach
- Cole Haan
- Cotton On
- Crazy 8
- Crocs
- Daily Grill
- David Yurman
- De Beers
- Del Frisco's Double Eagle Steakhouse
- dELiAs
- Dylan's Candy Bar
- ebar (Nordstrom)
- Ecco
- Ed Hardy
- Eddie Bauer
- Ermenegildo Zegna
- Everything But Water
- Express
- Express Men
- Fendi
- Finish Line
- Florsheim
- Foot Locker
- Forever 21
- Fossil
- Free People
- French Connection
- Galleria Tennis & Athletic Club
- GameStop
- Gap
- GapKids
- Gigi's Asian Bistro and Dumpling Bar
- Gilly Hicks
- Giorgio Armani
- GNC
- Godiva Chocolatier
- Gucci
- Guess Accessories
- GUESS by Marciano
- Guess?
- Gymboree
- Haagen-Dazs
- hanna Andersson
- Henri Bendel
- Hollister Co.
- Hot Topic
- House of Hoops
- Hugo Boss
- Intimacy
- J. Jill
- J.Crew
- Jacadi
- Janie and Jack
- Jessica McClintock
- Jimmy Choo
- Johnston & Murphy
- Journeys
- Juicy Couture
- Justice
- kate Spade
- Kenneth Cole
- Kona Grill
- L.K. Bennett
- la Madeleine
- Lacoste
- Lego Store
- LensCrafters
- Lids
- L'Occitane
- Louis Vuitton
- Lovesac
- Lucky Brand Jeans
- M Missoni
- MAC Cosmetics
- Marc Ecko Cut & Sew
- Mariposa (Neiman Marcus)
- Max Studio
- MaxMara
- McDonald's
- Michael Kors
- Microsoft
- Miu Miu
- Montblanc
- Motherhood Maternity
- Naartjie Kids
- Naturalizer
- Nestle Toll House Cafe by Chip
- New York & Company
- Nine West
- Ninfa's Mexican Cafe
- Nordstrom Spa (Nordstrom)
- Oakley
- Omega
- Original Penguin
- Origins
- PacSun
- Pandora
- Papyrus
- Pink by Victoria's Secret
- Polar Ice Galleria
- Porsche Design
- Prada
- ProntoWash
- Puma
- Radio Shack
- Rainforest Cafe
- Ralph Lauren
- Regis Salon
- Robert Graham
- Rockport
- Salvatore Ferragamo
- Sanrio
- Sbarro's Italian Eatery
- Sephora
- Shasa
- Shucker's Sports Bar
- Simon Guest Services
- Skechers Footwear USA
- Sleep Number by Select Comfort
- Sperry Top-Sider
- Solstice
- Sonic
- Sony Style
- St. John
- Starbucks Coffee
- Steve Madden
- Strasburg Children
- Stuart Weitzman
- Subway
- Sunglass Hut
- Swarovski Crystal
- Swatch
- Taco Bell
- Talbots
- Teavana
- Tesla Motors
- The Children's Place
- The Cheesecake Factory
- The Disney Store
- The Limited
- The Little Galleria Children's Playarea
- The Oceanaire Seafood Room
- The Picture People
- The Salon (Saks Fifth Avenue)
- The Walking Company
- Tiffany & Co.
- T-Mobile
- Tommy Bahama plus
- Toni & Guy
- Torrid
- Tory Burch
- Tourneau
- TOUS
- Travelex
- True Religion
- Tumi
- U.S. Postal Service
- Urban Outfitters
- Valentino
- Vans
- Versace
- Victoria's Secret
- Visible Changes
- Westin Galleria Hotel
- Westin Oaks Hotel
- Wet Seal
- Wetzel's Pretzels
- White House | Black Market
- White Oak Kitchen + Drinks
- Wolford
- Yves Saint Laurent
- Zara
- Zumiez

La galería es uno de los centros comerciales más grandes en el mundo. Es una atracción turística para personas de todo el mundo, incluyendo muchos compradores latinoamericanos y europeos. Hay dos hoteles y una pista de patinaje sobre hielo cubierta dentro de la galería.